# Roztoka (Góry Leluchowskie)
Roztoka (795 m) – bezleśne wzgórze w Paśmie Leluchowskim, które w polskiej regionalizacji fizycznogeograficznej według Jerzego Kondrackiego zaliczone zostały do Beskidu Sądeckiego, w nowszej regionalizacji z 2018 r. wraz z Górami Lubowelskimi do Pogórza Popradzkiego. Roztoka znajduje się w bocznym i w większości bezleśnym grzbiecie, który od Barwinka opada do doliny Muszynki. Grzbiet ten oddziela dolinę potoku Stupne od doliny Wojkowskiego Potoku. Nie prowadzi tędy żaden szlak turystyczny, ale można tutaj wyjść polną drogą z Wojkowej. Wzgórze Roztoka pokrywają duże, należące do Wojkowej łąki, więc rozciągają się stąd szerokie widoki, szczególnie na Pasmo Jaworzyny i Góry Lubowelskie. Prowadzący zaś przez pobliski Barwinek żółty szlak turystyczny jest pozbawiony widoków, gdy z prowadzi cały czas przez las.
Nazwa roztoka jest pochodzenia słowiańskiego i jest często spotykana w Karpatach. Oznacza dolinę potoku, potok lub miejsce połączenia się potoków. Tutaj wyjątkowo odnosi się do wzniesienia. Jest to zapewne nazwa przeniesiona na wzgórze z roztoki dopływu potoku Stupne, którego dolina wcina się w północno-zachodnie stoki tego wzgórza.